# Ashes Against the Grain
Albums de Agalloch
The Mantle
(2002) Marrow of the Spirit
(2010)
Ashes Against the Grain est le troisième album studio du groupe américain Agalloch, sorti en 2006.

## Liste des pistes
| No | Titre                                      | Durée |
| -- | ------------------------------------------ | ----- |
| 1. | Limbs                                      | 9:51  |
| 2. | Falling Snow                               | 9:38  |
| 3. | This White Mountain on Which You Will Die  | 1:39  |
| 4. | Fire Above, Ice Below                      | 10:29 |
| 5. | Not Unlike the Waves                       | 9:16  |
| 6. | Our Fortress Is Burning... I               | 5:25  |
| 7. | Our Fortress Is Burning... II - Bloodbirds | 6:21  |
| 8. | Our Fortress Is Burning... III - The Grain | 7:10  |